# مكتبة غوركي (ريازان)
مكتبة ريازان أوبلاست العلمية العالمية (ROUNB) (تأسست عام 1858) هي مكتبة عامة مركزية في ريازان، ريازان أوبلاست، روسيا. كانت من أوائل المكتبات العامة في الدولة التي تتيح الوصول المفتوح إلى مقتنياتها.

## تاريخ

### التأسيس
في ثلاثينيات القرن التاسع عشر، كانت فكرة المكتبات العامة مقبولة على نطاق واسع في المجتمع الروسي. ومع ذلك، وبسبب الضائقة المالية، تم افتتاح أول واحدة في ريازان فقط في عام 1858.

## مكتبة غوركي اليوم

### الموقع والوصول والمرافق

#### المبنى الرئيسي والفرع

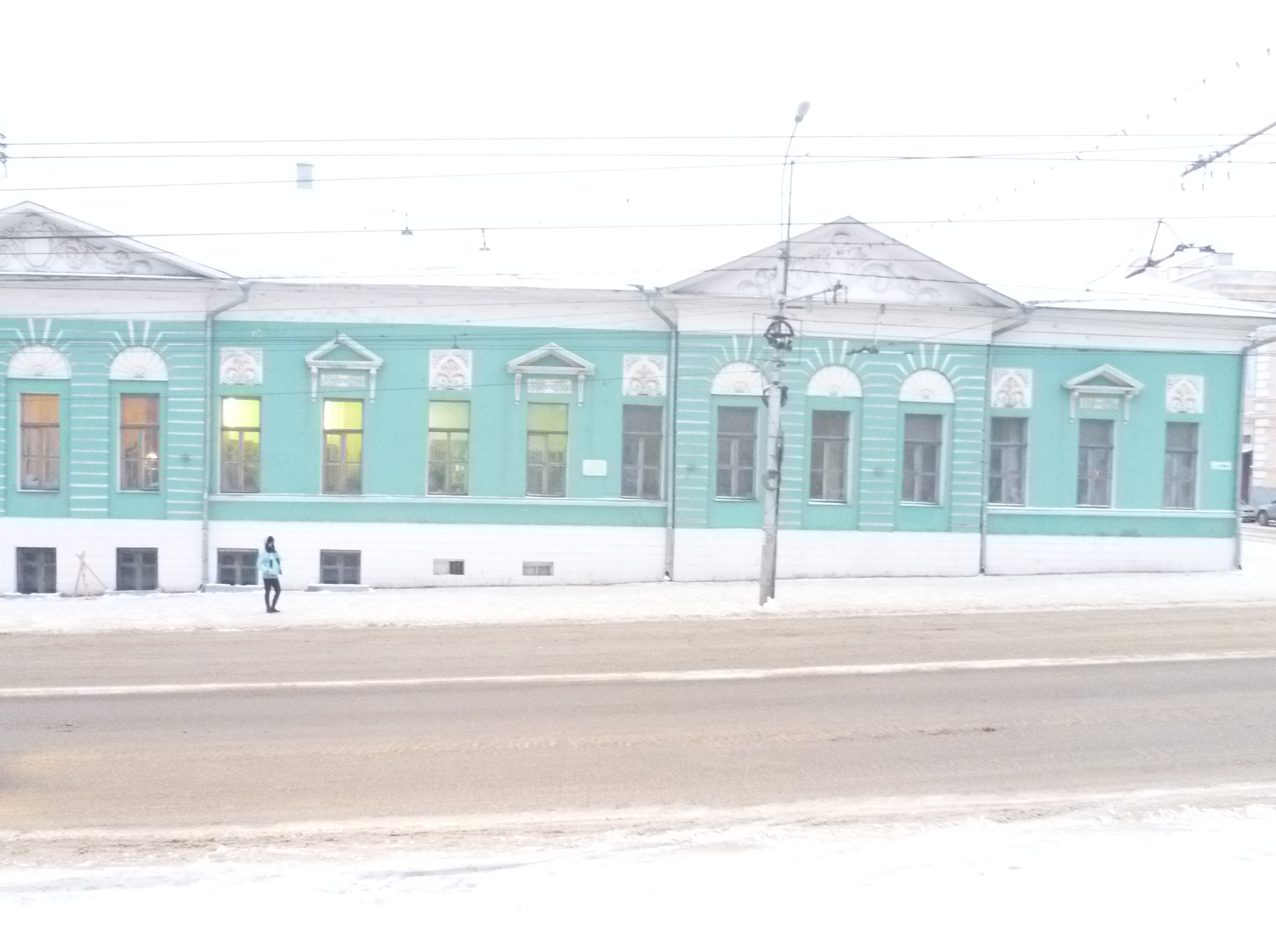

يتكون المبنى الرئيسي من جناحين. تم تشييد المبنى الأول في 1960-1964. بعد أربع سنوات، أقيم النصب التذكاري لغوركي داخل المبنى. تم بناء الجناح الثاني بتصميمات داخلية حديثة في عام 2011.

### الخدمات وشروط الاستخدام
يمكن لجميع القراء استخدام الإنترنت اللاسلكي المجاني. يمكن لأعضاء المكتبة أيضًا استخدام أجهزة الكمبيوتر المحمولة الخاصة بالمكتبة داخل جدرانها.

#### موقع الكتروني
يوفر موقع مكتبة غوركي الوصول إلى الأخبار والمراجعات الخاصة بالمكتبة، والكتالوجات وقواعد البيانات عبر الإنترنت، ويحتوي على معلومات حول أحداث المكتبة والنوادي والمعارض. يسمح نظام الأوباك للمستخدمين بالبحث في مقتنيات المكتبة من الكتب والصحف والمواد الأخرى.

#### مرافق للأشخاص ذوي الإعاقات الجسدية
توجد مصاعد ومنحدرات لمستخدمي الكراسي المتحركة، للوصول بسهولة أكبر إلى مباني المكتبة.

### النوادي والجمعيات

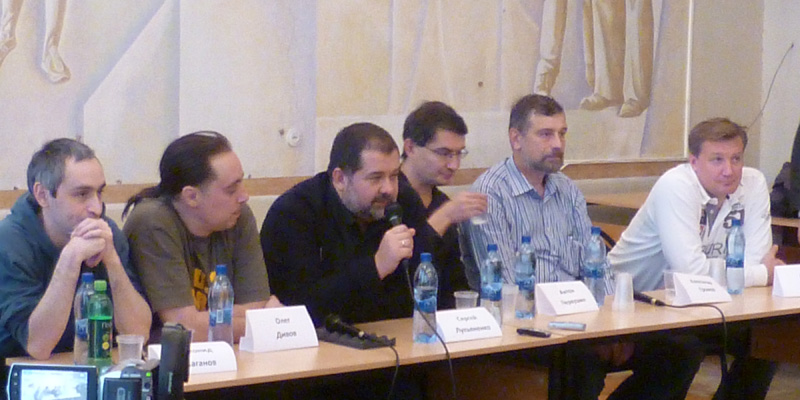
مهرجان الخيال والخيال العلمي "استمر!" في ريازان (2012). الكسندر جروموف، و الطبيب الشهير سيرجي لوكيانينكو، وفاديم بانوف ومؤلفون آخرون في ROUNB.

#### نادى عشاق الفن
يلتقي أوليمبوس (عشاق نادي الفن) بانتظام في المكتبة منذ عام 1966. وكان من بين ضيوفه يفغيني نيسترينكو وزوراب سوتكيلافا وغيرهم من المطربين والشعراء والفرق الموسيقية والملحنين والصحفيين المعروفين.

#### نوادي اللغات
- اللغة العربية
- البنغالية
- إنجليزي
- فرنسي
- اليابانية
- السنسكريتية
- الأسبانية

الدروس مجانية.

### ملحوظات
1. ↑  
L. Pronina (2009). "The Oldest Library of Ryazan" (PDF). Bibliotekovedenie (بالروسية) (1): 5, 111. Archived from the original (PDF) on 2022-03-03.
2. ↑  Российские писатели-фантасты примут участие в фестивале "Поехали!" в Рязани Interfax (5 October 2012) (بالروسية) نسخة محفوظة 2016-03-04 على موقع واي باك مشين.
3. ↑  В четверг в Рязани стартует фестиваль фантастики «Поехали!». Программа (3 October 2012) (بالروسية) نسخة محفوظة 2016-03-04 على موقع واي باك مشين.